# 利波韋茨
利波韋茨（羅馬化：Lypovets）是烏克蘭西部文尼察州文尼察區利波韦茨市镇内的城市及行政中心。距離州府文尼察42公里，面積10.33平方公里，海拔高度242米，1989年人口9764，2013年人口8727，2022年人口7958。

## 历史
利波韦茨首次出现在史料中是1545年。在18世纪末伴随右岸乌克兰并入俄罗斯帝国。在1861年俄国农奴制度改革前，土地基本都集中在地主手中；废除农奴制后，资本主义经济迅速发展，19世纪70-80年代，利波韦茨有4家磨坊，烟草厂、酿酒厂、砖厂各一座。1905年11月28日，作为1905年革命的一部分，利波韦茨的农民发动了起义，要求没收地主和教会的土地，分配给农民。
1917年8月和10月，利波韦茨的农民再次发动起义，夺取了地主的土地和面包；12月，成立工人和士兵委员会；1918年2月至11月期间，曾被同盟国集团占领，后被红军解放；1925年成立市级镇。
苏联成立后，该地陆续建设起面粉厂、发电厂和医院等。农业集体化时期，利波韦茨建立起4个集体农庄。
1941年7月23日，利波韦茨被纳粹德国占领。1942年5月和1943年秋天，纳粹德国在利波韦茨展开两次大规模屠杀；而苏联共产党员则组织了游击队抵抗。1944年3月13日苏联红军解放利波韦茨。
1944至1945年期间，利波韦茨得到重建，建好或修复了数百座房屋，在此期间得到了苏联东部人民赠送的牲畜。
2020年7月18日作为乌克兰行政区划改革的一部分，利波韦茨所在的利波韦茨区被撤销，并入文尼察区。

## 教育
1896年时，利波韦茨只有一座学校；1925年，有23名教师在两所学校任教，学生616人。1945年时，受战火波及的两所七年制中学和一所完全中学恢复教学。到了60年代，利波韦茨有三所八年制中学和120名教师、1500名学生。1967年，设立了一所音乐学校，由7名教师教授工农阶级子弟。

## 图集

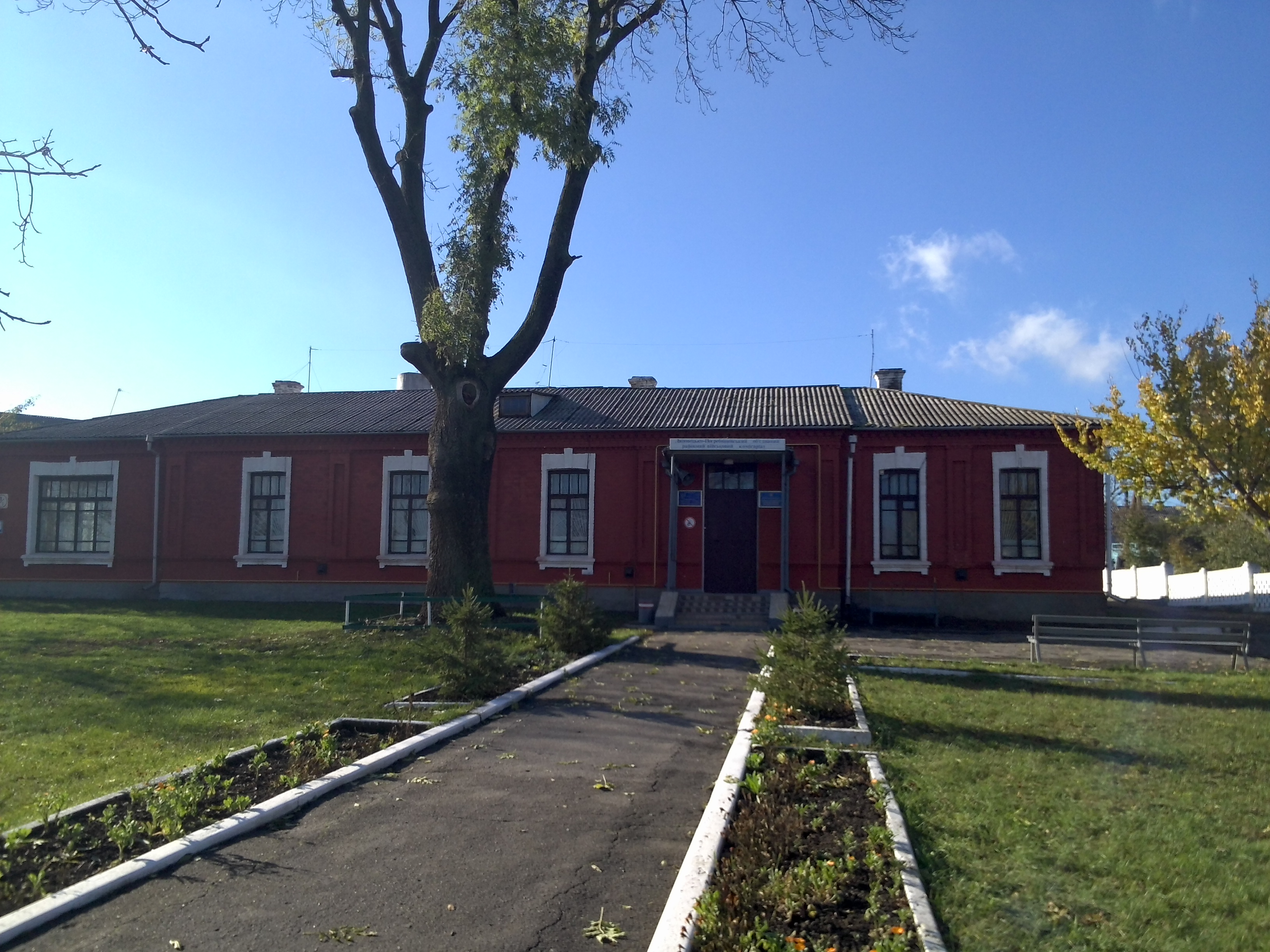
镇政府
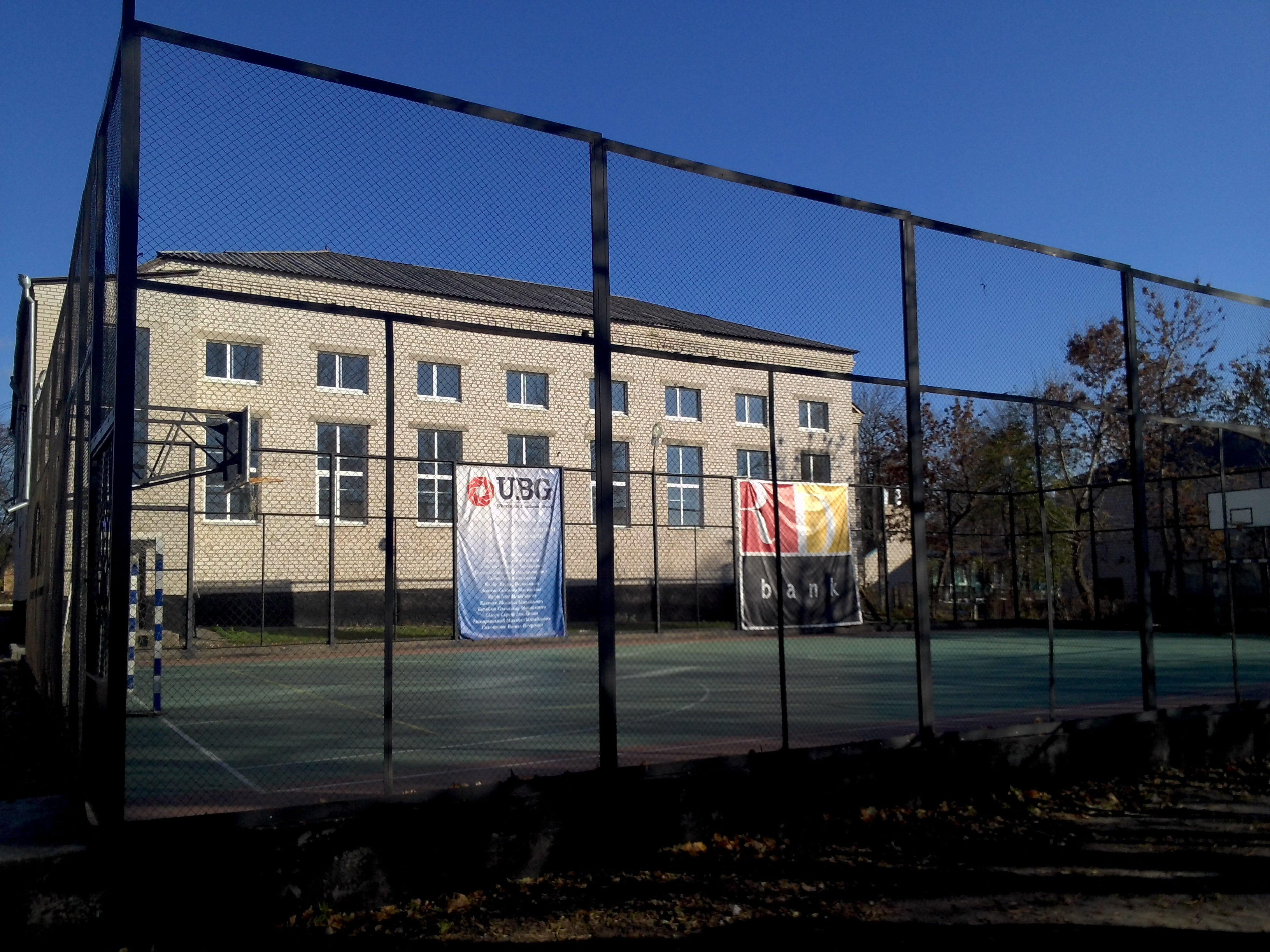
运动场
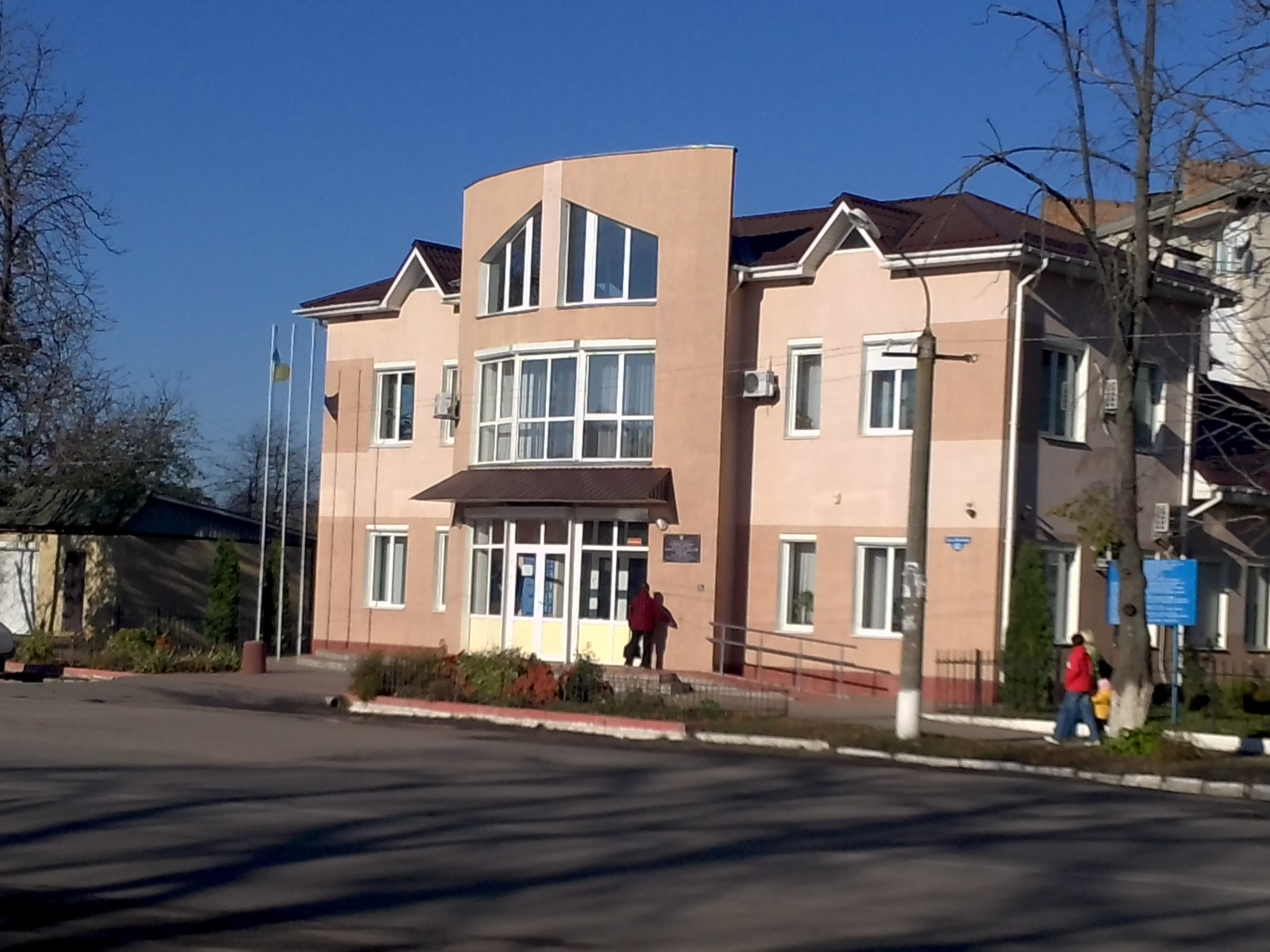
娱乐中心
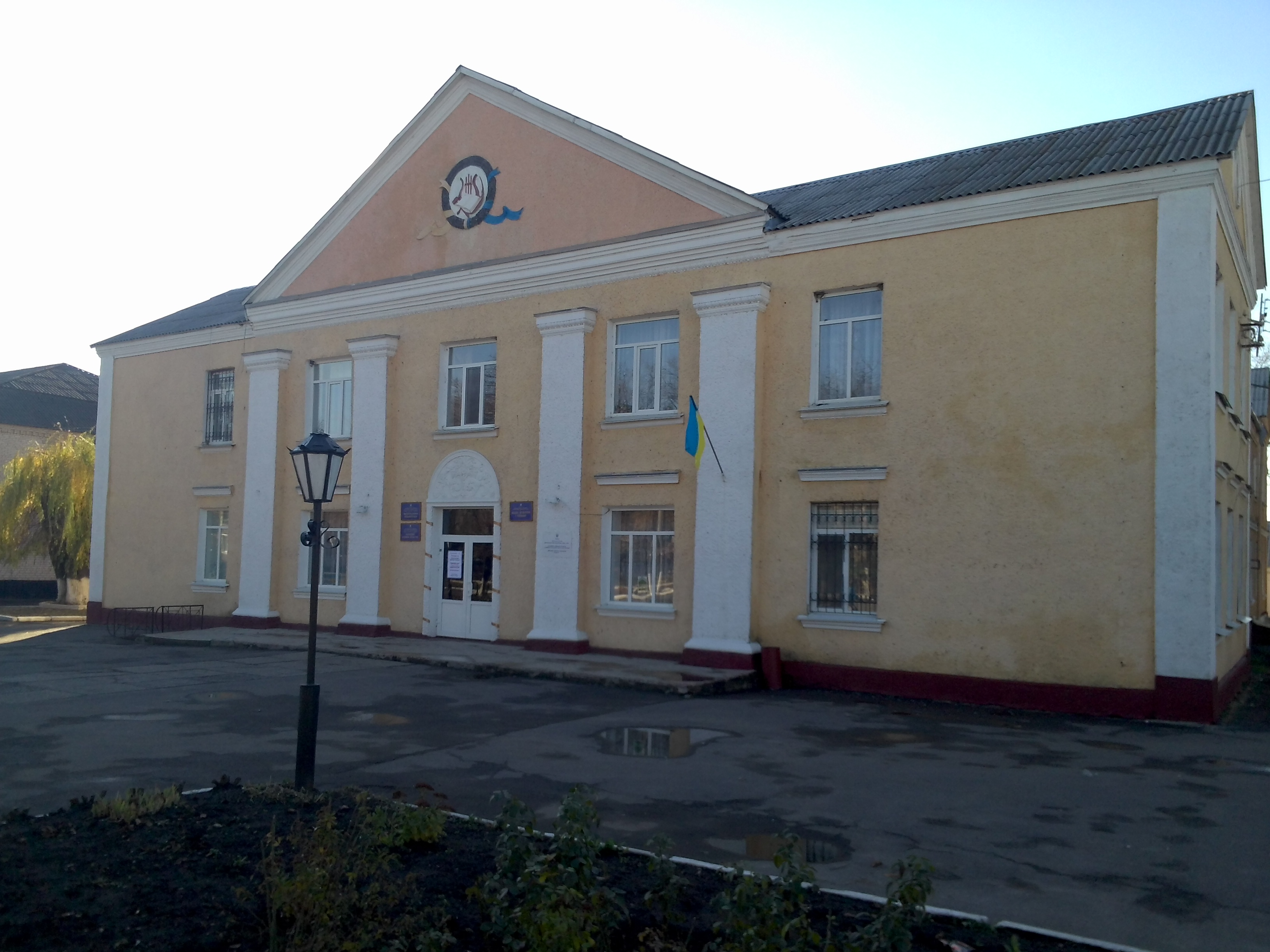
文化宫
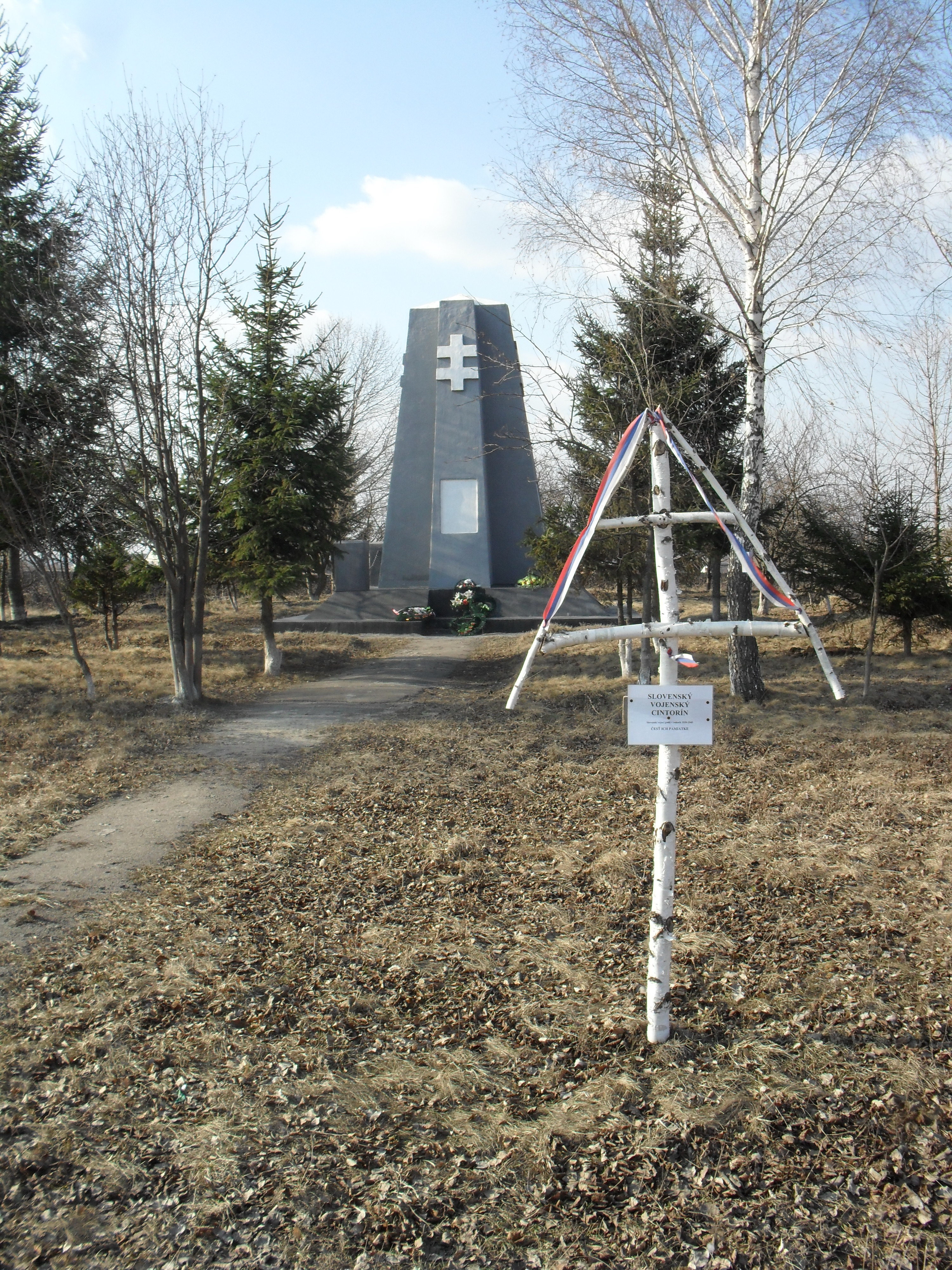
斯洛伐克士兵公墓（烏克蘭語：Словацький монумент），1942年建成，埋葬有斯洛伐克国（时为纳粹仆从）士兵约600人